# Burg Wildstein

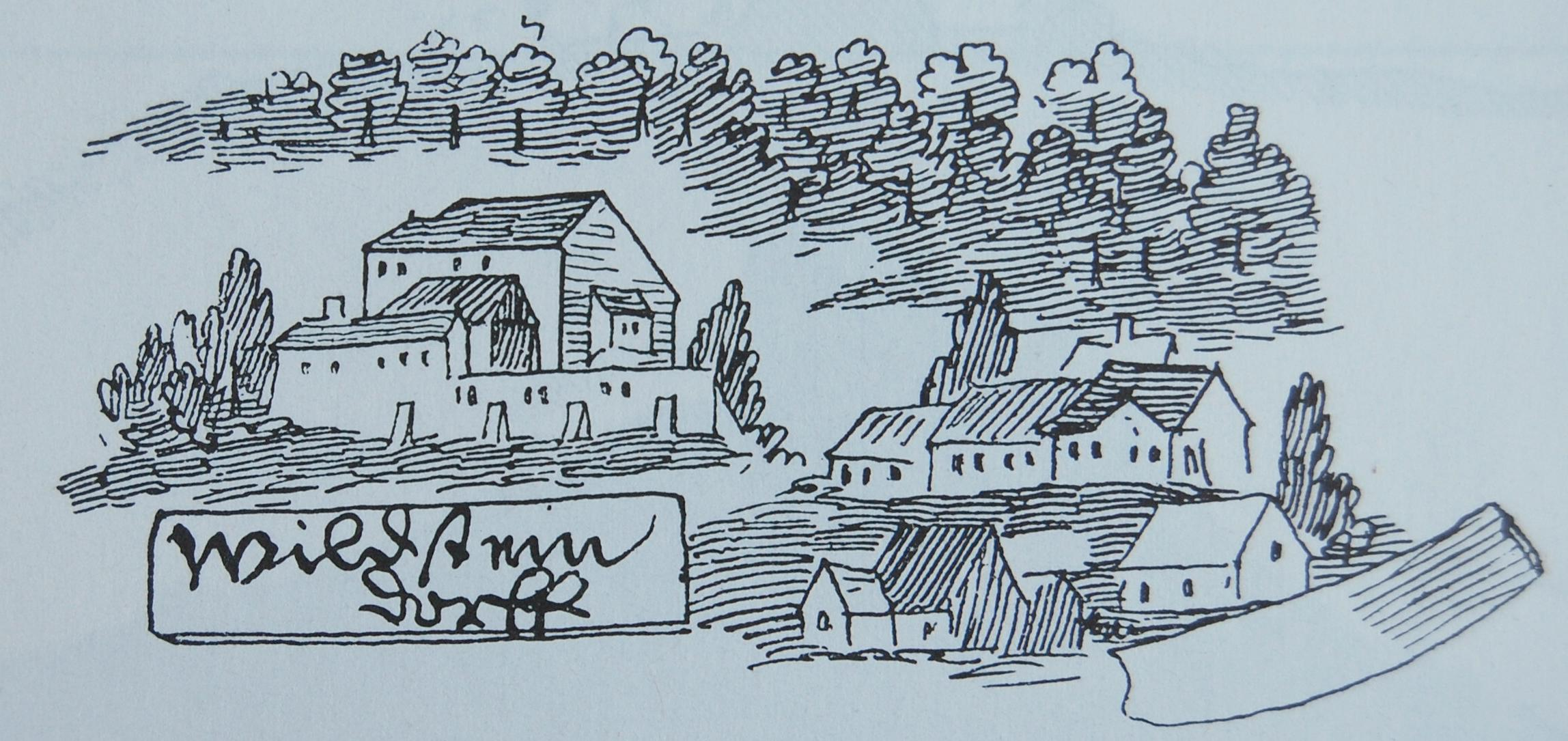
Schloss Wildstein (Amt Murach 1589)

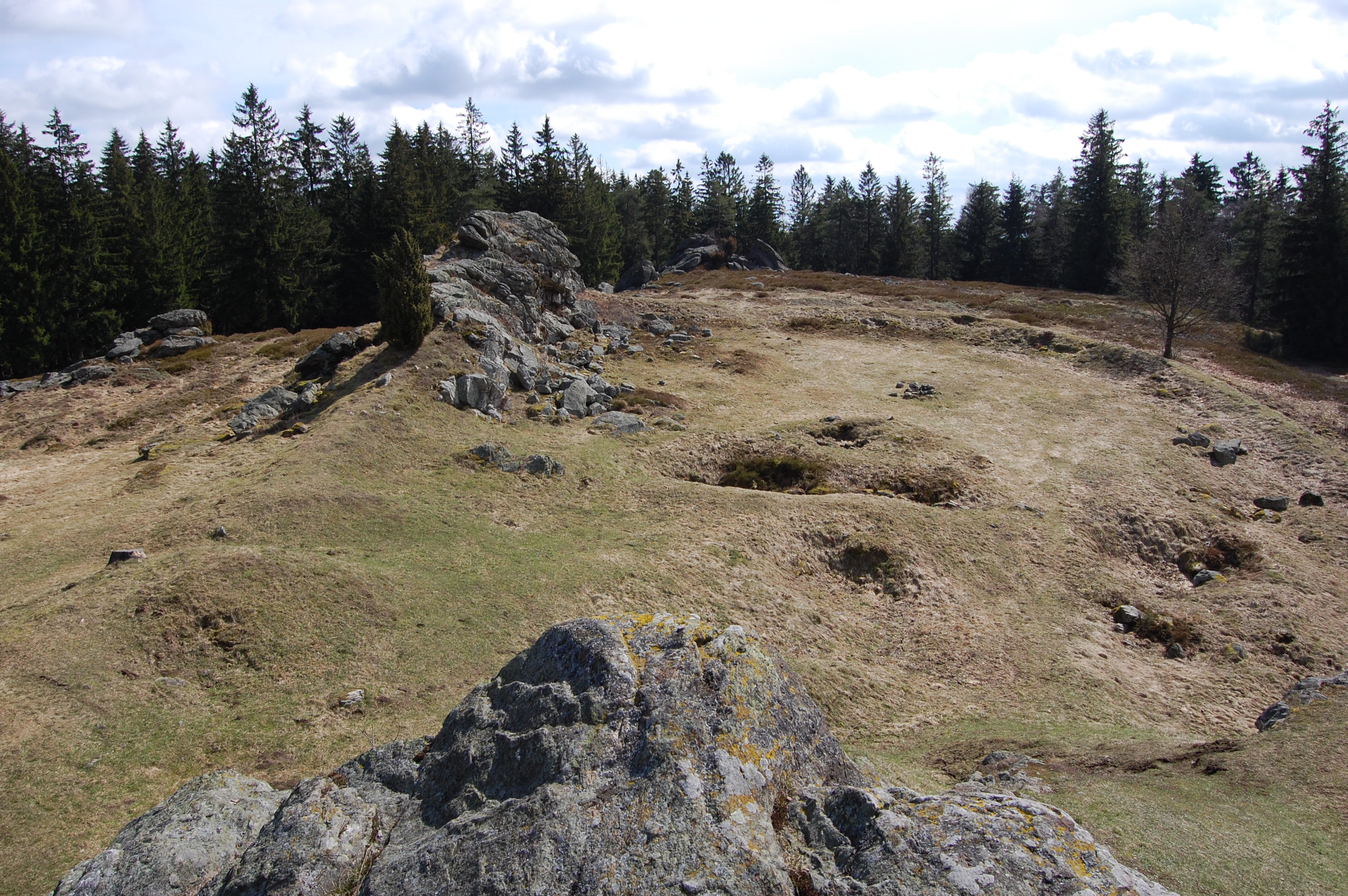
Burgstall Wildstein (2010)

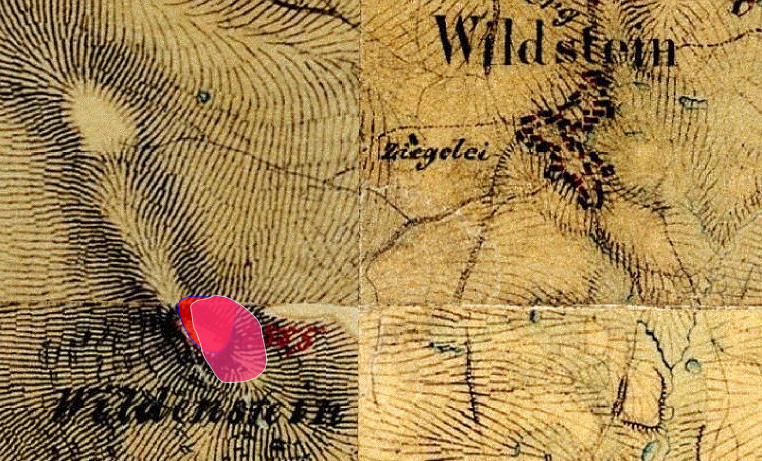
Lageplan von Burg Wildstein auf dem Urkataster von Bayern

Die Burg Wildstein wurde erstmals im frühen 14. Jahrhundert erwähnt. Heute ist die bei Wildstein, Gemeinde Teunz im oberpfälzischen Landkreis Schwandorf gelegene Anlage nur noch als Rest eines Burgstalls erhalten. Die Anlage wird als Bodendenkmal unter der Aktennummer D-3-6440-0001 im Bayernatlas als „Mittelalterlicher Burgstall "Wildstein"“ geführt. Ebenso ist sie unter der Aktennummer D-3-76-171-19 als denkmalgeschütztes Baudenkmal von Wildstein verzeichnet.

## Geographische Lage
Die Reste des Burgstalls Wildstein liegen in 744 m Höhe auf einem Hügel, südwestlich des Dorfes Wildstein. Die Reste der Anlage sind vom Ort aus in zehn Minuten zu erreichen. Bei klarer Sicht hat der Besucher einen herrlichen Rundblick über die „Waldbuckel“ des Oberpfälzer Waldes.

## Geschichte

### Erste Besiedlung
Nordgau bezeichnete in der Zeit um 1000 n. Chr. das Gebiet der mittleren und nördlichen Oberpfalz. Das Land wurde nach und nach besiedelt (Rodungssiedlungen in der Nähe sind: Zeinried, Kühried, Pullenried, Wildeppenried) auch die Landstriche, in welche die Slawen (slawische Siedlungen sind: Teunz, Gleiritsch) aus dem Osten bereits kolonisatorisch vorgedrungen waren. Burgen sicherten daher das Gebiet gegen Osten ab. Die Oberpfalz ist daher die burgenreichste Gegend in Deutschland. Im näheren Umfeld von Wildstein lagen die Burgen Kunzenstein, heute ein Burgstall etwa zwei Kilometer nordwestlich, Flossenbürg, Leuchtenberg, Trausnitz, Tännesberg, Gleiritsch (Burg Plassenberg), Haus Murach (Obermurach), Thanstein, Reichenstein bei Stadlern und Frauenstein bei Weiding. Durch die Gegend führten im Mittelalter  Handelswege nach Osten. Aus dem Osten erfolgten aber auch immer wieder Einfälle auf die neu besiedelten Gebiete des Bayerischen Nordgaus.
Die Burg Wildstein diente, wie auch die anderen Burganlagen, der Verwaltung des Gebietes, dem Schutz und der Kontrolle der Handelswege und der Abwehr von Einfällen.

### Burgherrn auf Wildstein
„Am 28. Oktober 1355 wird auf der Burg Wildstein eine Urkunde ausgestellt, laut welcher Egid Paulsdorfer zu dem Tennesberg und seine Frau ihrem Oheim Konrad dem Kräzlein zum Wildstein die drei Oeden zu dem Nesseltoch verkaufen“. Der um 1300 aufgeführte Heinrich von Wildstein ist der Burg Wildstein in Skalna (in der Nähe von Eger) zuzurechnen. Landeshoheit und Halsgericht waren in den fünfziger Jahren umstritten. Am 4. Oktober 1356 entschied Landrichter Otto der Zenger von Schwarzeneck zugunsten Pfalzgraf Ruprecht des Jüngeren. Nachdem „Ritter Cunrad der Chraetzel“ gestorben war, kam es am 27. März 1373 zum Verkauf des Rittergutes Wildstein. Elspet Chrätzel übereignete den Besitz an Landgraf Johann von Leuchtenberg.
1379 ist Andre der Zenger von Fronhof „pfleger ze Wildstain“. Am 1. Juli 1409 wird die Burg Wildstein von Landgraf Johann von Leuchtenberg an Hermann den Frankengruner verkauft. Dieser wiederum vergab sie als Lehen an Pfalzgraf Johann. Wildstein war Lehengut der Pfälzer. 1476 erbt Jörg Rabe das halbe Schloss von seinem Cousin Nikolaus Rabe. 1488 nennt Hager in der Beschreibung der Kunstdenkmäler von Bayern Georg und Fritz Holtzschuher von Nürnberg als Besitzer von Wildstein. Sie hatten das Gut Wildstein von Albrecht und Hans den Raben gekauft. Die Holzschuher hatten als Besitzer von Wildstein gegenüber dem pfälzischen Landesherrn die Verpflichtung „so not thvet zu dienen“.
Am 23. Juli 1499 geht Wildstein von den Holzschuhern auf Hainz Ochs über, 1507 folgen die Brüder Utz und Hanns Ochs, die den Besitz 1520 aufteilten. 1525 sind „Florian vnd Hanns Ochs“ genannt. Ab 1548 ist „Florian Ochß zum Wildstain“ alleine als Landsasse aufgeführt. Jorg Ochs folgt nach. Am 19. Oktober 1562 erhalten Hans Rüdiger und Hans Sigmund Machenwitz das halbe Schloss Wildstein. Da die Machenwitz mit der Reichsacht belegt worden waren, wurde am 12. September 1564 Wolf Satzenhofer von Fuchsberg als Lehensherr auf Wildstein eingesetzt. Er wurde für Anna Ochs, die Frau des verstorbenen Florian Ochs, eingesetzt. 1583 starb Ann Ochs. Da sie keine männlichen Nachfolger hatte und das Gut nicht an weibliche Nachkommen ausgegeben werden konnte, wurde das Lehen Wildstein eingezogen und dem Amt Murach zugeteilt. Da die Machenwitz mit der Reichsacht belegt worden waren, kann es sein, dass im Jahre des Erbfalls, also 1562, der Besitz Wildstein bereits an die Pfalz zurückgefallen war. Im Jahre 1622 wird nach den Orten Kühried, Wildstein und Eppenrieth vermerkt: „Diese nechst gemelte 3 dorffschafften sind vngevehr vor 60 Jahren alß apert Lehen Churfrl. Pfalz heimbgefallen“.

### Verfall der Burg Wildstein
Im Jahre 1589 ist das Schloss Wildstein auf einer Karte des Amtes Murach vollständig erhalten abgebildet. Im Jahre 1793 erscheint das Gebäude auf einer Karte der Pfarrei Pullenried als Ruine. Um 1850 fanden Schatzgrabungen auf dem Gelände statt (siehe auch Sagen). Im Jahre 1905 wurde der Burgstall Wildstein zum Bodendenkmal erklärt.
Im Mai 1998 begannen Ausgrabungen durch Mitglieder der Gesellschaft für Archäologie in Bayern. Es wurde die Ruine eines spätmittelalterlichen Flankierturms aus der 1. Hälfte des 15. Jahrhunderts ergraben. Bernhard Klier (Wildstein) und Harald Schaller (Pfreimd) waren drei Jahre lang in ihrer Freizeit beschäftigt, um diese Mauerreste freizulegen und die Ergebnisse zu dokumentieren. So erfolgte 1999 die Dokumentation der Brand- bzw. Zerstörungsschicht. Im Jahre 2000 konnte durch Klier und Schaller eine Brandschicht westlich des Turms freigelegt werden, Sicherungsmaßnahmen an der Turmruine wurden durchgeführt.

### Beschreibung der Burg Wildstein

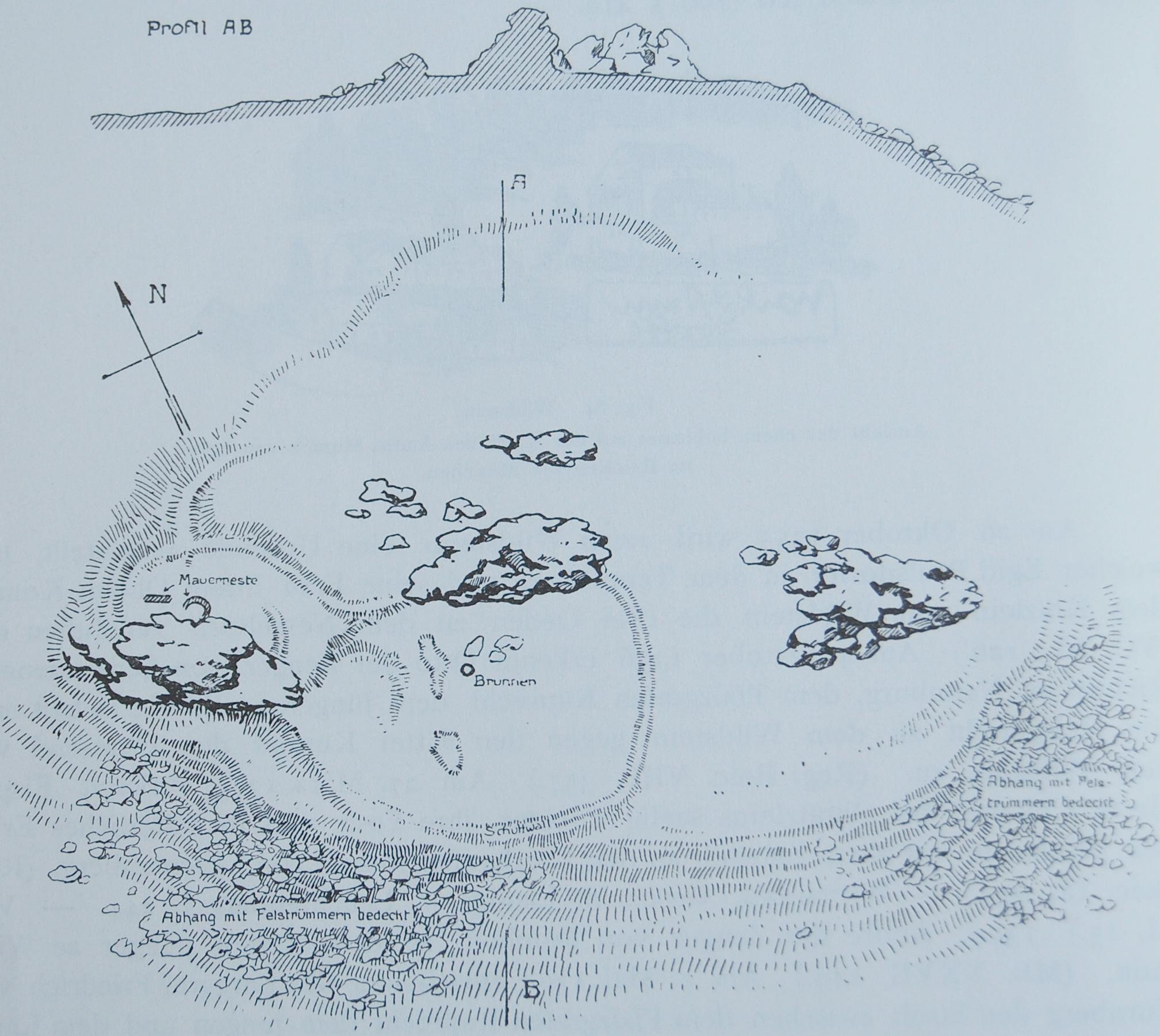
Skizze Grundriss Burgstall (1906)

Der Burgstall liegt 744 Meter über dem Meer auf der Kuppe des Wildsteins, in der Nähe der Ortschaft Wildstein. Er ist damit der höchste Punkt in der Gemeinde Teunz, zu der die Ortschaft Wildstein heute gehört. Das Gelände fällt in Richtung Nordosten (Wildstein) flach ab, in Richtung Süden (Kühried) und Westen steil. Auf der Kuppe befinden sich mehrere Felsen. Neben den ausgegrabenen Resten des Turms und Teilen der Mauer lässt sich die Ausdehnung der Anlage aufgrund der Bodengegebenheiten erahnen.

## Sagen
In Verbindung mit der Burg Wildstein gibt es eine Reihe von Sagen, die häufig mit Schätzen auf dem Wildstein zu tun haben. Um 1850 fanden auch Schatzgrabungen auf dem Gelände statt. Sagen sind z. B.
Das weiße Fräulein von Wildstein, Das Sonntagskind, Die Venediger, Der Erdspiegel.

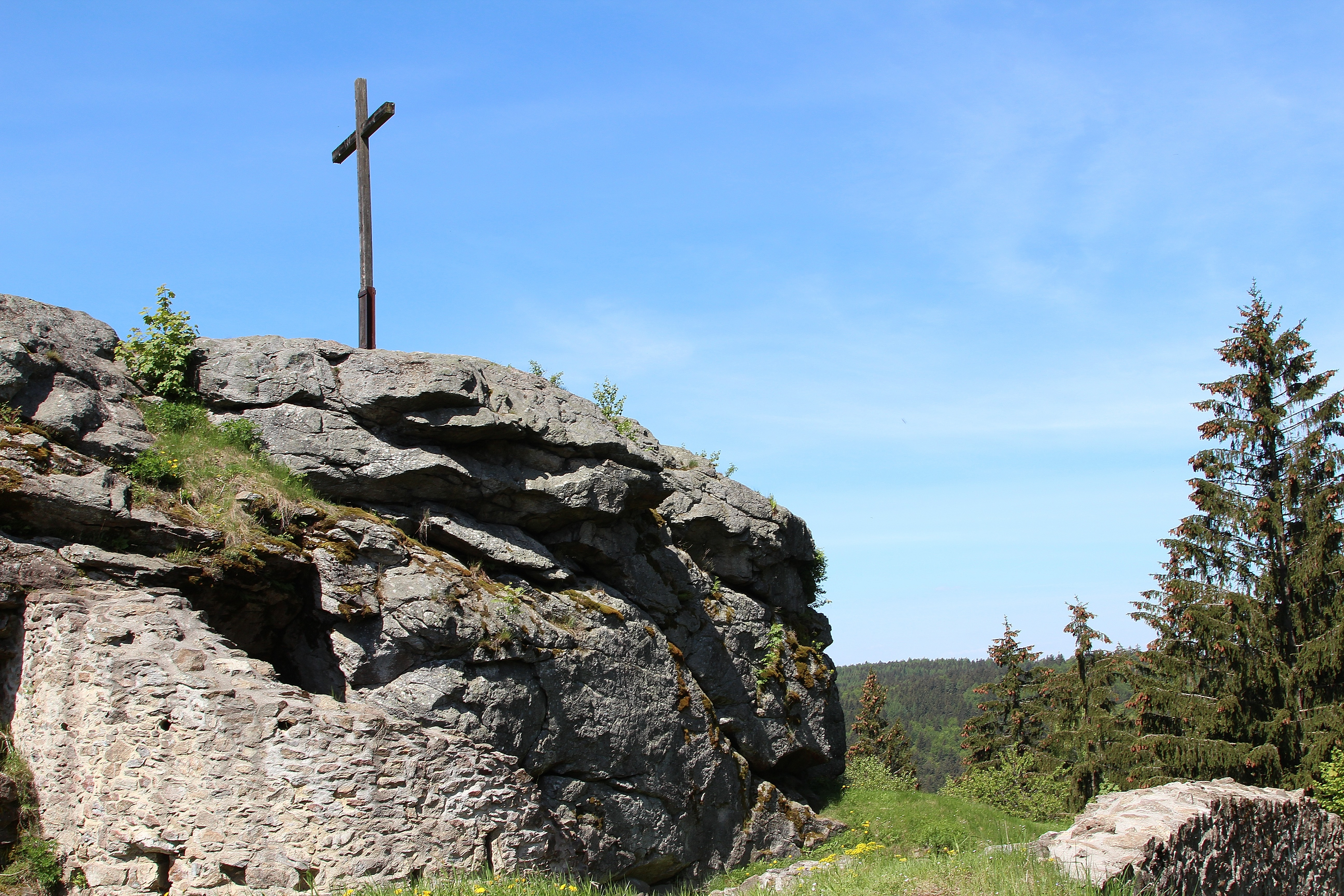
Burgstall Wildstein (2015)
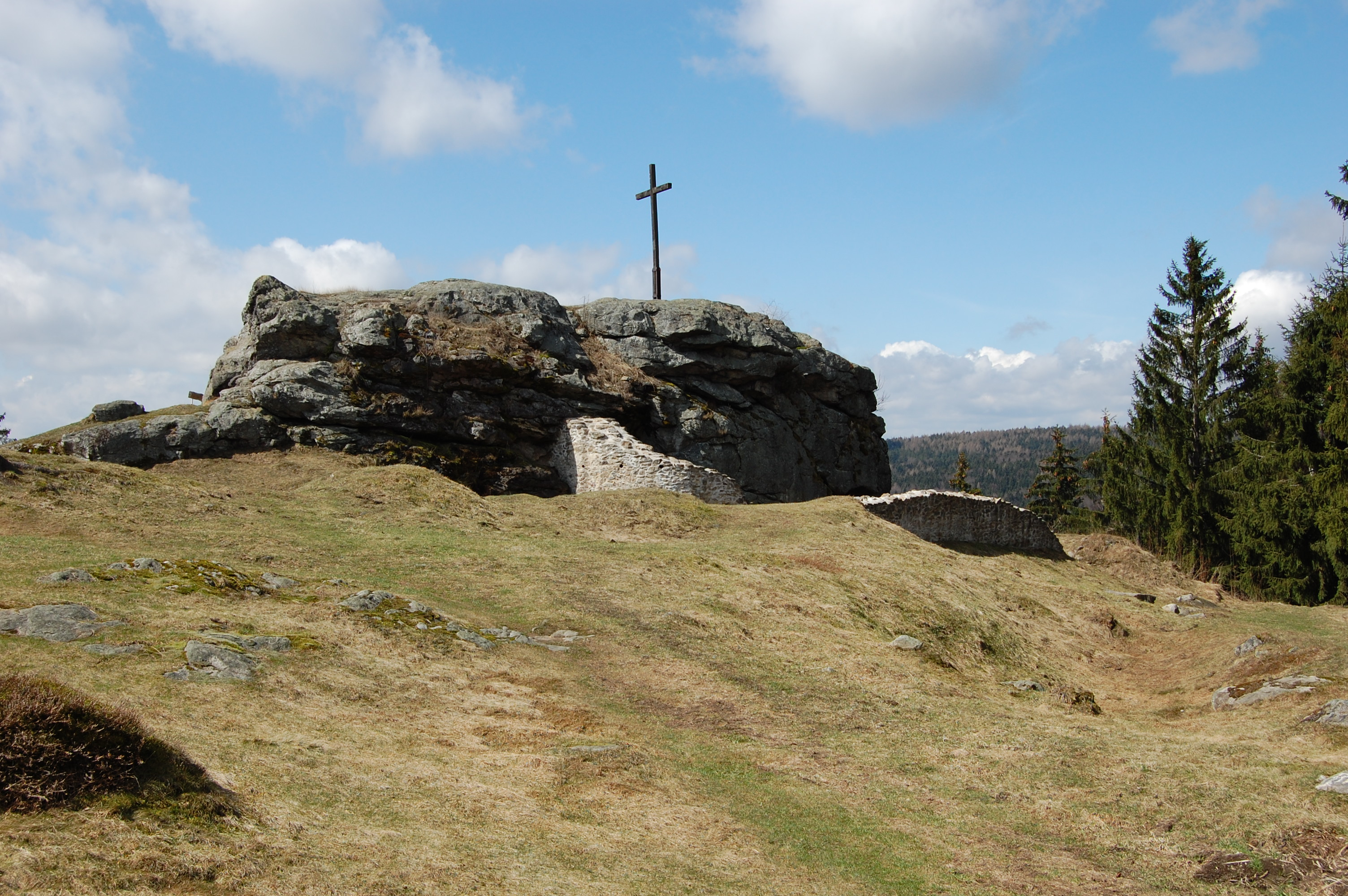
Burgstall Wildstein
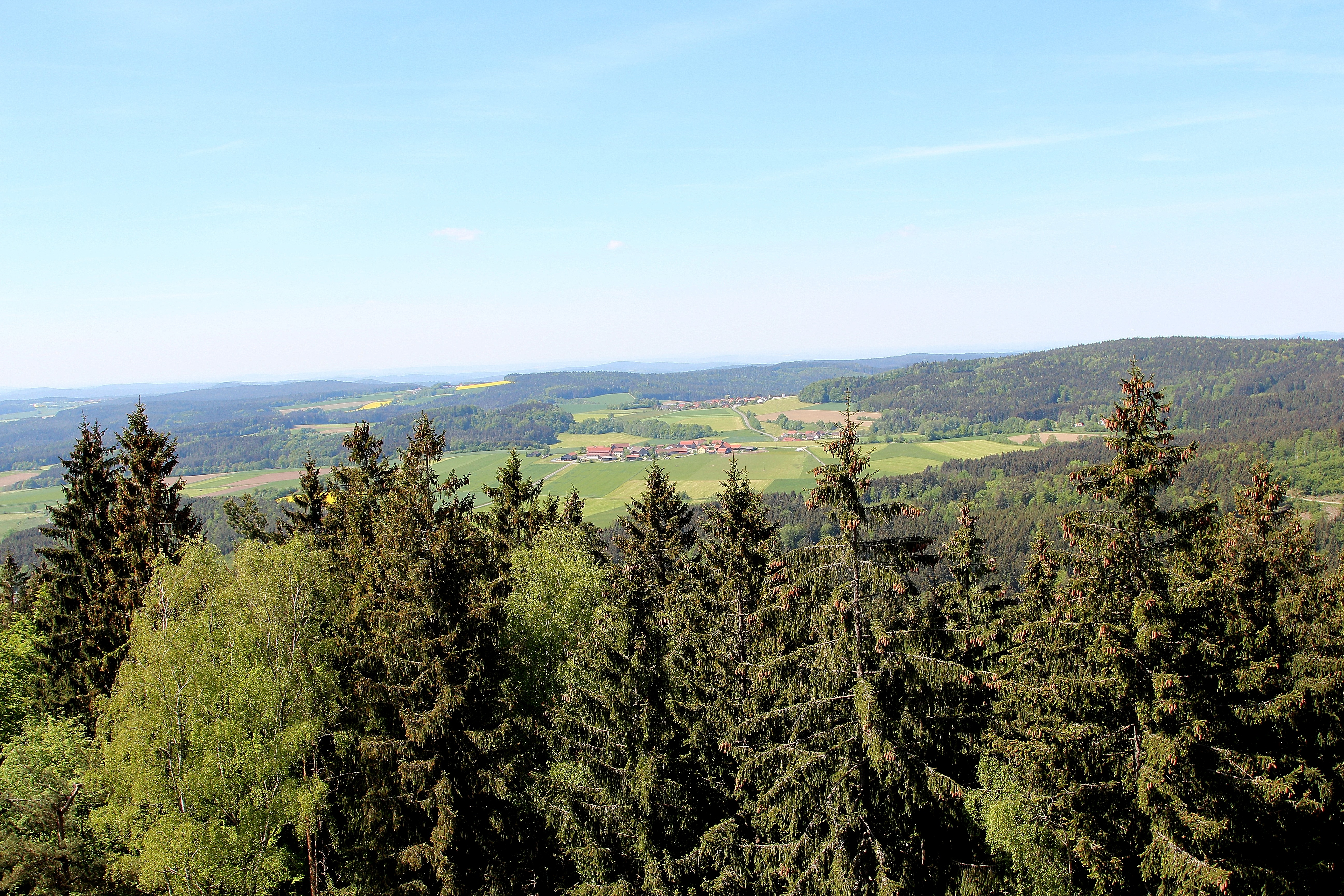
Blick Richtung Ödmiesbach (2015)
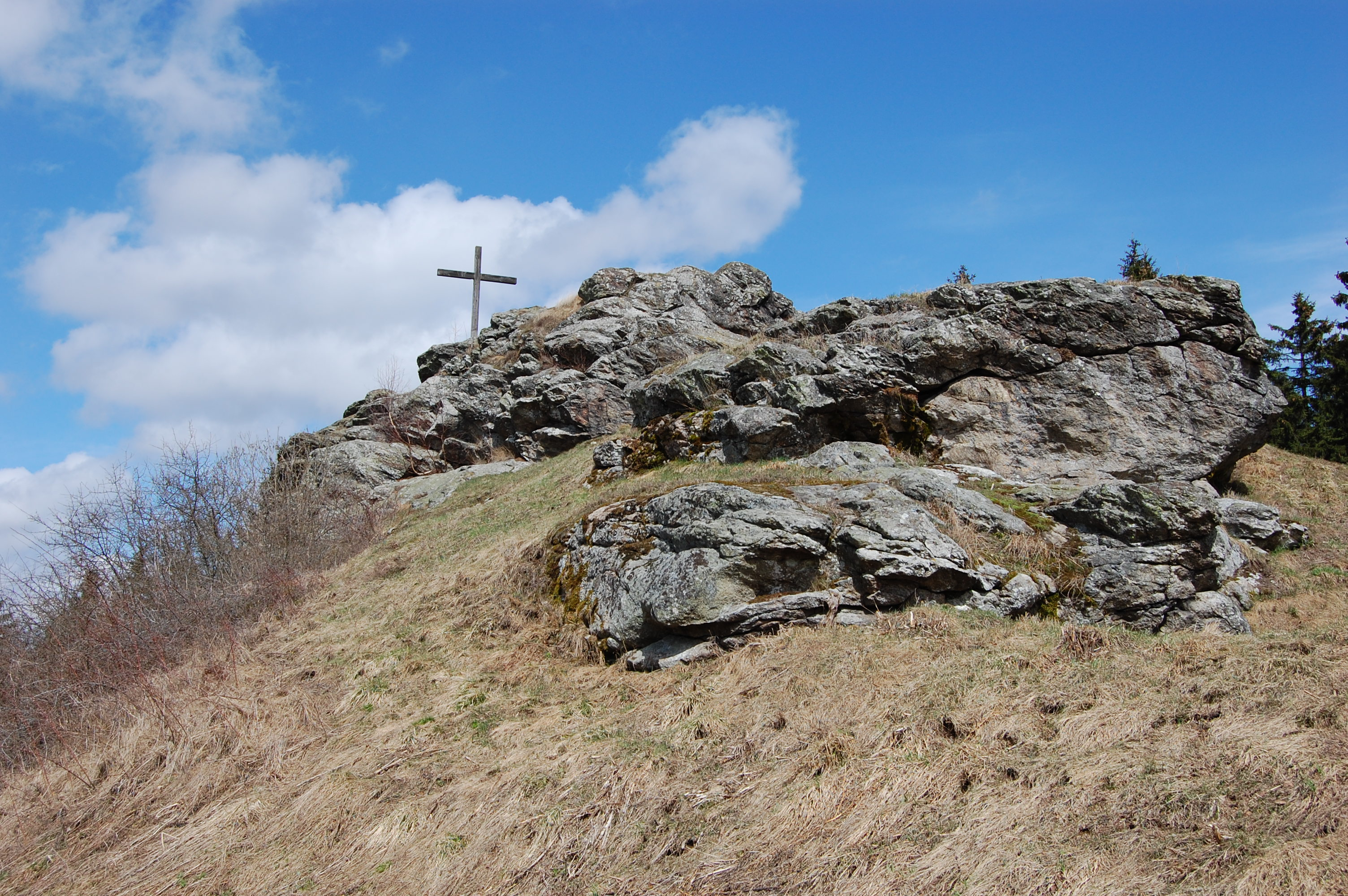
Gipfel Wildstein (744 m)